# Andries van Eertvelt

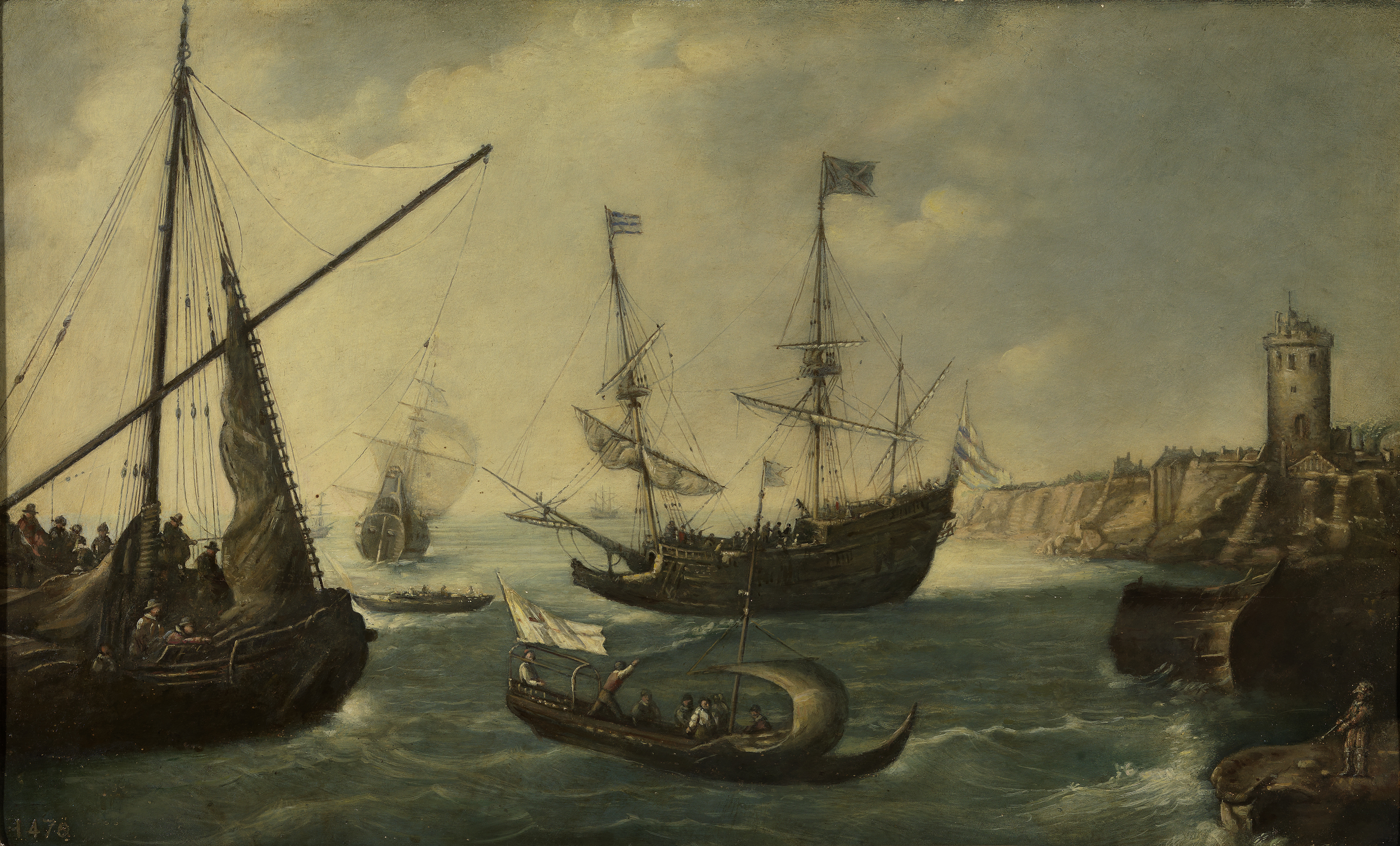
Marina, óleo sobre tabla, 41 x 66 cm, Madrid, Museo del Prado.

Andries van Eertvelt (Amberes,1592-1652) fue un pintor barroco flamenco especializado en marinas.

## Biografía
Bautizado el 25 de marzo de 1590 en la catedral de Amberes, fue admitido en el Gremio de San Lucas de su ciudad natal en el periodo 1609-1610. Contrajo matrimonio en noviembre de 1615 con Catharina de Vlieger y tuvo dos hijos, bautizados en Sint Joriskerk. En 1625 recibió un alumno, Gaspar van Eyck. Entre 1628 y 1630 residió en Génova, donde contó con la ayuda de Cornelis de Wael y el estilo de su pintura dio un giro fundamental, distanciándose de los modelos manieristas de sus primeros años, caracterizados por el empleo exclusivo de una paleta a base de verdes y azules con los que creaba efectos de tempestad o de combate naval intensamente dramáticos, para adoptar una gama de color más rica, aplicada a escenas en las que tiene cabida lo pintoresco y en composiciones también más tranquilas.
En 1630 se encontraba de vuelta en Amberes, pues consta el nacimiento de una hija, Susanna, fruto de una relación extramarital con Susanna April, con quien en 1632 tuvo una segunda hija, Annemarie. En octubre de 1633 contrajo segundas nupcias con Elisabeth Boots con quien tuvo otro hijo, Jan-Baptist, bautizado en febrero de 1634 en Sint Jacobskerk. Hay constancia, por último, del pago de sus funerales en la catedral de Amberes el 11 de agosto de 1652.
Anton van Dyck pintó su retrato, del que abrió un grabado Schelte à Bolswert, con la inscripción «Andreas van Ertvelt / Pictor triremium naviumque maiorum Antuerpiae». La amistad entre los dos pintores podría extenderse además a la colaboración en al menos una obra: el Retrato de Nicolaes van der Borght, comerciante de Amberes (Ámsterdam, Rijksmuseum) en el que la bocana del puerto a la que señala el retratado podría haber sido pintada por Andries van Eervelt, según las interpretaciones más recientes.